# Nádobí

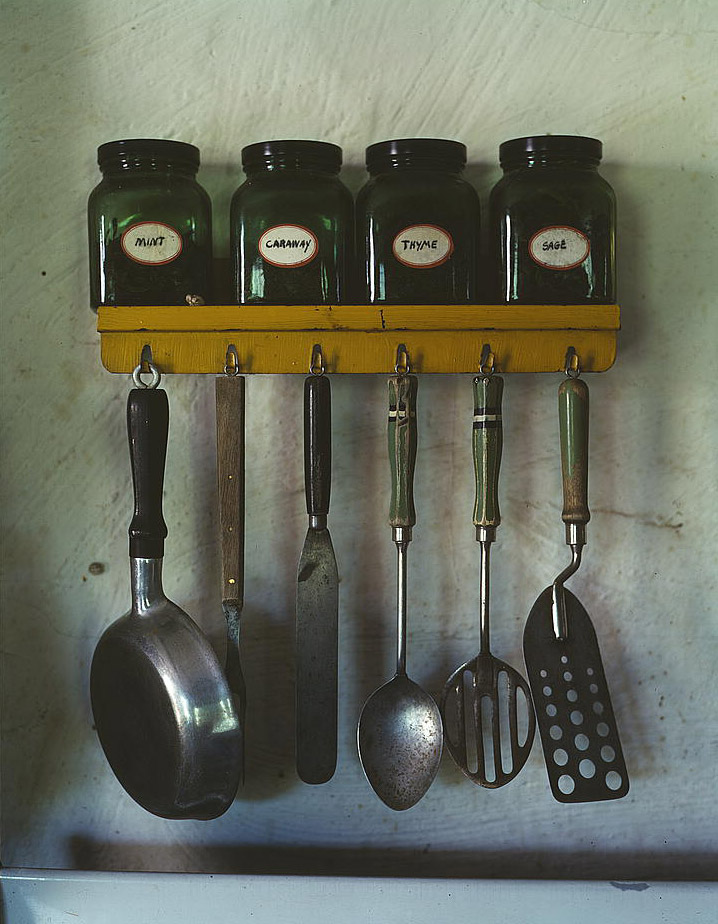
Kuchyňské nástroje

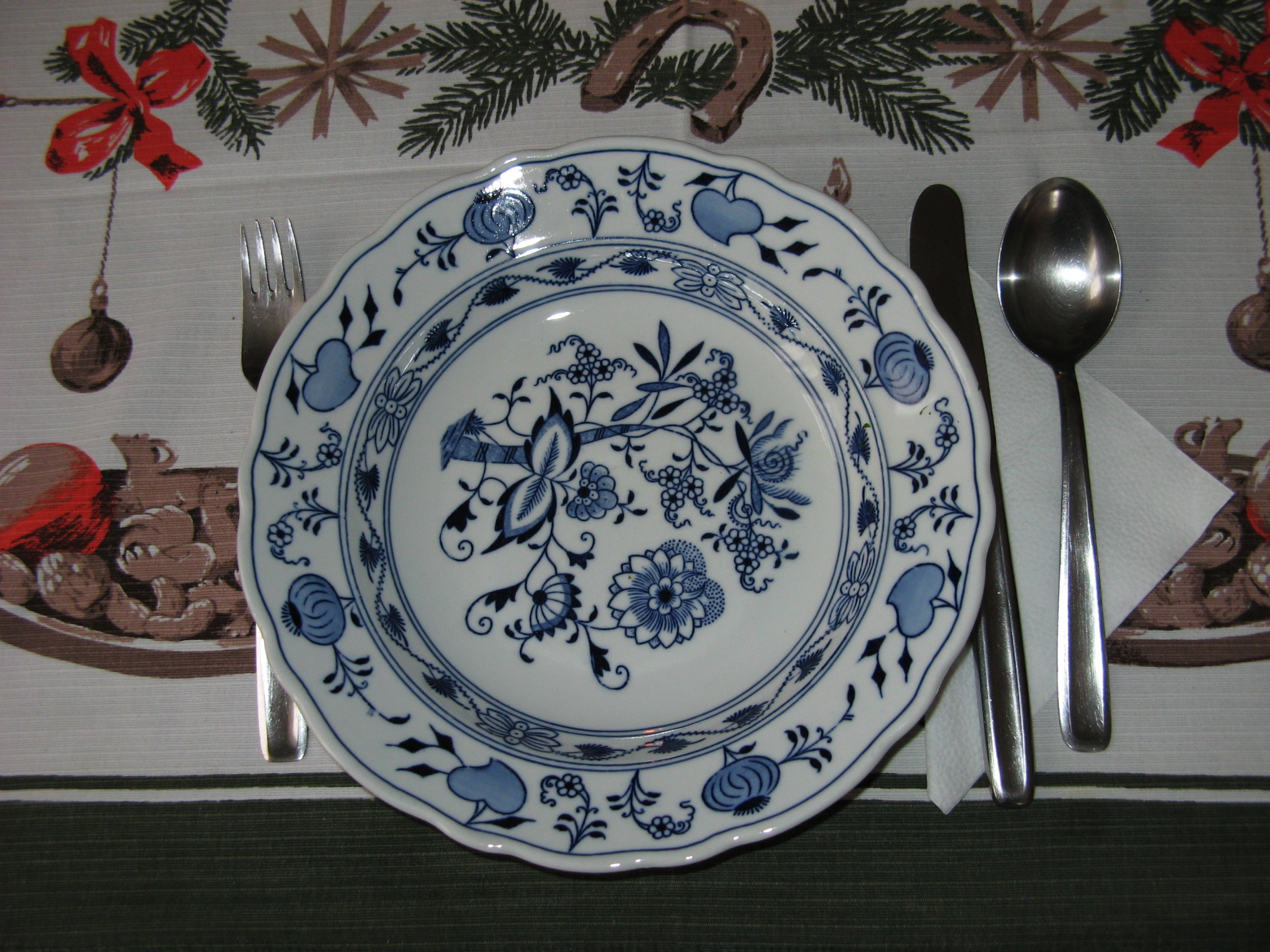
Porcelánový talíř s příbory.

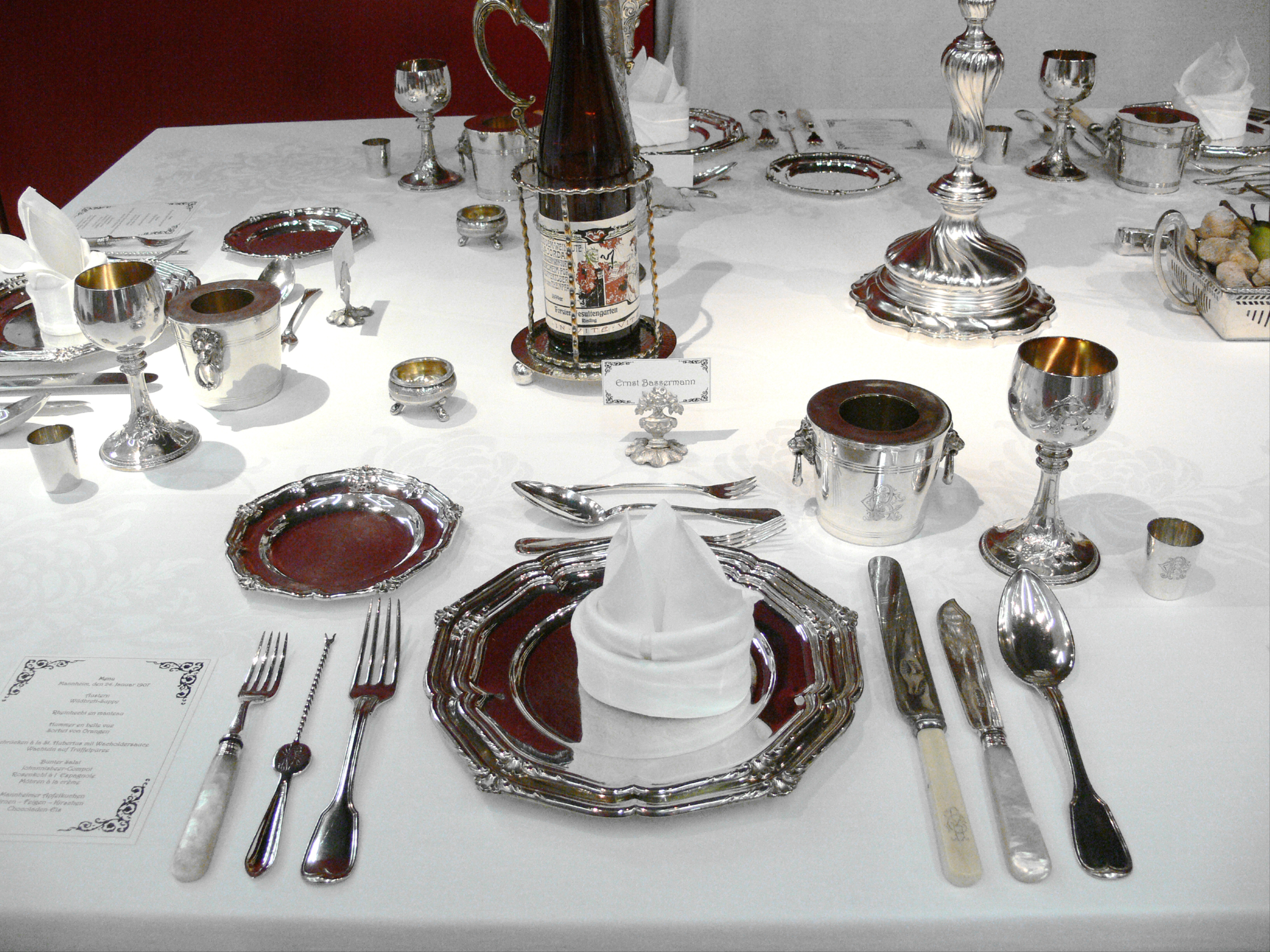
Stříbrné stolní nádobí a náčiní

Nádobí (moravsky náčiní) je souhrnné označení pro nádoby, jejich příslušenství a nástroje, které slouží k přípravě, konzumaci nebo skladování jídel, nápojů a jiných potravin (surovin, ingrediencí).

## Rozdělení
Nádobí se rozděluje podle různých kritérií:

### Gastronomie
V gastronomii rozlišujeme podle účelu bílé a černé nádobí. Toto označení dříve znamenalo barvu litinových nebo černě smaltovaných kovových hrnců, kastrolů, pekáčů, pánví a jiného kuchyňského nádobí, určeného k přípravě jídel, zatímco bílé nádobí z keramiky, porcelánu nebo skla sloužilo jen ke konzumaci. Nyní jde pouze o orientační rozdělení nádobí podle skupiny nádob k přípravě pokrmů a k jeho konzumaci.
- Černé nádobí slouží ke zhotovení pokrmu, vesměs jej používají kuchaři. Nádobami k přípravě jídla jsou například gastronádoby, hrnce, tlakové hrnce, kastroly, pánve, pekáče, k zakrytí nádob slouží poklice a pokličky.
- Bílé nádobí souhrnně označuje předměty ke stolování, které používají hosté či jiní strávníci a pijáci. Jsou to talíře, sklenice (poháry, číše a holby), konvice, konvičky, hrnky a šálky (souhrnným historickým termínem označované koflíky), mísy, teriny na polévku, konvičky na omáčky. misky, podnosy, kalíšky na vejce, slánky a další nádobky na ingredience. Tvoří obvykle soupravy shodných předmětů určitého počtu a vzhledu. Společným předmětem slavnostně prostřených stolů bývá nástolec, který může obsahovat některé z uvedených nádob.

- Nástroje neboli náčiní označuje pomůcky k mechanickému zpracování, porcování, míchání či nabírání surovin během přípravy, užívané k servírování a/nebo při konzumaci jídel a nápojů.
  - Univerzálně slouží příbory, nebo jejich části: nože, lžíce a vidličky. Ty se dále dělí na kuchyňské, předkládací (servírovací) a stolní. Kuchyňské kleště nebo nůžky slouží na dělení kostí a porcování masa. Předkládací náčiní se od ostatního odlišuje velikostí, tvarem i počtem. Nejde o osobní předměty strávníka, ale o nástroje společné: například jedinou naběračku v terině, salátovou lžíci nebo dortovou lopatku užívá u stolu více lidí.
  - Pouze k přípravě se užívají kuchyňské roboty nebo jednoúčelové kráječe, krouhače, řezné nástroje, struhadla, mlýnky, hmoždíře, lisy, mixéry, šlehače a metly, válečky, paličky, formy na pečení či vykrajování pečiva, vařečky a měchačky, naběračky, sítka a cedníky, trychtýře, mašlovačky a stěrky. Někdy se k nádobí přiřazují také podložky, jako prkénka nebo vály.
  - Další časté mechanické nástroje k přípravě suroviny, jídla nebo nápoje: otvíráky nádob, zejména konzerv, sklenic a lahví.
  - Speciální účel, při stolování méně často zastoupený mají louskáčky na ořechy, držadlo na drůbeží stehno, nůž na raky nebo na morek z dutých kostí.

### Cestovní nádobí
Je univerzální, spojuje všechny uvedené funkce, má být skladné, skládací a lehké. Jsou to
- Ešus - hluboká jídelní miska nebo souprava dvou hlubokých misek se skládacím držadlem a poklicí, slouží pro přímou tepelnou přípravu, nebo jen k ohřívání a osobní konzumaci jídla.
- Jídlonosič - souprava tří nebo čtyř misek k přepravě pokrmů, obvykle potom konzumovaných z běžného stolního nádobí.
- Kotlík - větší nádoba, uzpůsobená tvarem, materiálem a závěsným uchem k přípravě společného jídla na přímém ohni.
- Konvice se používají buď pouze k přípravě nápojů (rychlovarné elektrické), k jejich stálému tepelnému uchovávání (termosky, termohrnky) nebo i k jejich podávání.
- Nástroje: skládací příbor, multifunkční zavírací nůž (otvírák, vývrtka, nůžky)

## Materiály
- tradiční zvl. kuchyňské: železná litina (trvanlivá), snese vysoký žár a dlouho udrží teplo); měď; nerezová ocel, smaltovaný nebo pozinkovaný železný plech, hliník (zdravotně závadný), kamenina, glazovaná keramika (neglazovaná tj. režná je pórovitá, není pro tepelné zpracování pokrmů vhodná, protože potřebuje provozem "zatáhnout" póry); varné sklo; dřevo (na poháry a číše je vhodné tvrdé dřevo, např. trvanlivé zimostrázové nebo višňové, které voní)
- tradiční stolní: dřevo, keramika (zvláště dekorativní fajáns), sklo, porcelán, stříbro (má antiseptické účinky, při styku s citrónem a kyselinami koroduje, čistí se jen ručně); alpaka (reaguje s kyselými pokrmy, koroduje, páchne, nelze vkládat do myčky); slonovina a rohovina - užívala se na listy
- moderní a syntetické: titan - vynikající vlastnosti při užití na kuchyňské nádobí; mnohé typy polymerů, např. melaminové pryskyřice, nylon, silikony, PET, polyethylen.

### Uvolňování nebezpečných látek
Z nylonového nádobí se mohou uvolňovat primární aromatické aminy (PAA), testy prokázaly například anilín nebo 4,4'-diaminodifenylmethan.